# Pyhimys
Pyhimys, pseudonimo di Mikko Heikki Matias Kuoppala (Helsinki, 28 ottobre 1981), è un rapper finlandese.

## Biografia
Nato a Helsinki e membro dei Teflon Brothers, ha intrapreso la carriera musicale nel 2004, pubblicando diversi album in studio come artista indipendente. Ha poi firmato un contratto con la Monsp, attraverso la quale è stato messo in commercio Salainen maailma, che è divenuta la prima entrata del rapper nella Suomen virallinen lista, esordendo nella top 20.
Ha conquistato la numero uno della graduatoria degli album con Pettymys, uscito nel 2015 e distribuito dalla Johanna Kustannus, parte del gruppo finlandese dell'Universal. Anche le pubblicazioni Tapa poika, Olisinpa täällä e Mikko hanno esordito in vetta alla classifica nazionale. A fine 2018 Jättiläinen, realizzato con la partecipazione di Aksel Kankaanranta, è risultato il singolo più venduto in Finlandia.
Nell'ambito degli Emma gaala, il principale riconoscimento musicale a livello nazionale, ha trionfato in sette categorie nell'edizione del 2019.

## Discografia

### Album in studio
- 2004 – Rajatapaus
- 2004 – Ongelmatapaus
- 2004 – Pyhimysteeri? The Pink Album
- 2007 – Salainen maailma
- 2008 – Tulva
- 2008 – Arvoitus koko ihminen (con Timo Pieni Huijaus)
- 2011 – Paranoid
- 2011 – Medium
- 2015 – Pettymys
- 2018 – Tapa poika
- 2019 – Olisinpa täällä (con Saimaa)
- 2020 – Mikko

### EP
- 2006 – Ai, tähän väliin?
- 2018 – Extended Virtual Reality Play, Vol. 1 (con Opium e Juulia)
- 2019 – Mies & tunteet

### Singoli
- 2011 – Nyt
- 2015 – Ei unta ennen Maltsuu/Häiriintyny
- 2017 – Kynnet, kynnet (feat. Vesta)
- 2018 – Jättiläinen (feat. Aksel Kankaanranta)
- 2018 – Rakkauslaulu
- 2018 – Mulkut
- 2018 – Valonpisaroita (feat. Ellinoora)
- 2018 – Sireenit (feat. Evelina)
- 2018 – Biisi itkee (feat. Pepe Willberg)
- 2019 – Hermesetas (con Saimaa)
- 2019 – Surullinen klovni (con MKDMSK)
- 2019 – Muistuta mua
- 2019 – V!@%#Mikko
- 2019 – Valo pimeän
- 2020 – Minions
- 2020 – Mania (con NCO)
- 2021 – Hyvät hautajaiset (feat. Eino Grön)
- 2021 – Sattuu (con Kaija Koo)
- 2021 – Kaikki mussa
- 2021 – Ilves
- 2021 – Klassikko
- 2021 – Mitä suurempi puu
- 2021 – Ei riidellä enää
- 2021 – Super Q (feat. Paleface)
- 2021 – Joulupukki puree ja lyö
- 2022 – Tähti
- 2022 – Bököbököbökö
- 2022 – Kemiaa (con Figaro)
- 2022 – Jumalan selän takana (con Etta)